# Frontières du Danemark
 (mars 2020).
Si vous disposez d'ouvrages ou d'articles de référence ou si vous connaissez des sites web de qualité traitant du thème abordé ici, merci de compléter l'article en donnant les références utiles à sa vérifiabilité et en les liant à la section « Notes et références ».

La zone économique exclusive (zone de 200 milles nautiques) Danemark, bordant (dans le sens horaire) celles de Norvège, Suède, Pologne, Allemagne, des Pays-Bas, et du Royaume-Uni

ZEE du Danemark (comprenant les outre-mer)

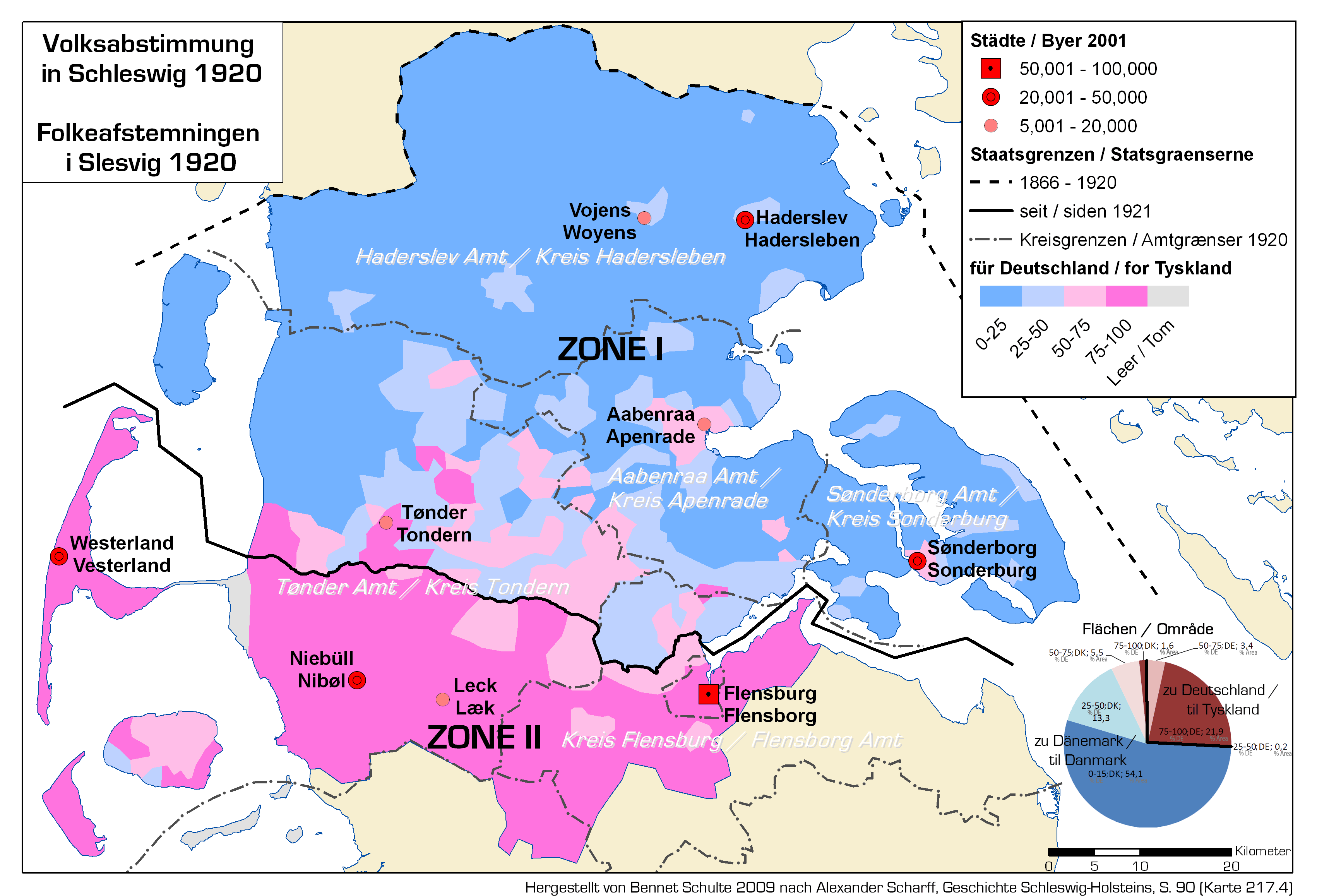
Résultats du sondage de 1920 les Plébiscites du Schleswig. La frontière de 1920 entre le Danemark et l'Allemagne était virtuellement identique à la frontière entre le référendum zones 1 et 2.

Le royaume de Danemark existe avec son territoire actuel depuis 1920. Les seules frontières terrestres du Danemark sont celles, avec l'Allemagne, d'une longueur de 68 km et celle avec le Canada, d'une longueur de 1,4 km environ. La frontière le long des eaux territoriales (zone de 12 milles marins) avec la Suède longe l'Øresund sur une longueur d'environ 115 km.
La zone économique exclusive (ZEE, zone de 200 milles marins) du royaume de Danemark (Groenland, Danemark (proprement dit), îles Féroé) borde celles de l'Allemagne, des Pays-Bas, de la Pologne, du Royaume-Uni, de la Suède, de la Norvège, de l'Islande et du Canada. Les frontières maritimes de la mer Baltique ont été délimitées avec l'Allemagne de l'Ouest et la Suède dans les années 1980 et avec la Pologne en 2018.

## Histoire
La Suède et le Danemark-Norvège se sont séparés en pays avec l'éclatement de l'union de Kalmar en 1523. Jusqu'en 1658, les provinces historiques de Scanie, Blekinge et Bohuslän (et jusqu'en 1645 également Halland) appartenaient au Danemark, de sorte que la frontière entre le Danemark et la Suède passait à travers ce qui est maintenant le sud de la Suède. En 1645 et 1658 respectivement, ces provinces ont été cédées à la Suède dans le traité de Roskilde, établissant l'Øresund comme frontière nationale. La frontière entre la Norvège et la Suède est restée la frontière entre le Danemark et la Norvège et la Suède jusqu'à l'éclatement du Danemark et de la Norvège en 1814. En vertu du traité de Kiel, le Danemark a conservé la possession du Groenland, de l'Islande et des îles Féroé. L'Islande est devenue un royaume séparé en union avec le Danemark en 1918 et est devenue une république indépendante en 1944.
La question du Schleswig-Holstein est devenue virulente dans le contexte de l'unification allemande au cours du XIXe siècle. Après la deuxième guerre des Duchés, les termes du traité de Vienne (1864) ont donné le Schleswig à la Prusse, après 1866 en tant que province du Schleswig-Holstein. Après la défaite allemande dans la Première Guerre mondiale, les plébiscites du Schleswig en février et mars 1920 ont entraîné une partition de la région du Schleswig, établissant la frontière germano-danoise actuelle.
La réunification entre le Danemark et le Jutland du Sud (Schleswig du Nord) a été signée dans la loi danoise le 9 juillet 1920. La nouvelle frontière avec l'Allemagne a été délimitée par une commission internationale dans les mois suivants. Un traité danois-allemand de 1922 a réglé un certain nombre de problèmes mineurs liés au maintien de la frontière, à la pêche dans le fjord de Flensbourg, aux problèmes relatifs aux digues relatives à la partie Vidå de la frontière et aux affaires locales concernant les communautés à la nouvelle frontière.
Le Danemark était sous occupation allemande de 1940 à 1945, mais la frontière d'avant-guerre est restée inchangée.
L'Union nordique des passeports de 1958 a supprimé les contrôles de passeports aux frontières entre les pays nordiques. Cependant, des contrôles douaniers sont restés en vigueur entre le Danemark et d'autres pays nordiques jusqu'à l'acquis de Schengen de 2001. Avec la crise migratoire en Europe, la Suède a réintroduit des contrôles aux frontières plus stricts en novembre 2015. Depuis le 4 janvier 2016, la Suède a exigé des transporteurs qu'ils effectuent des contrôles d'identité du côté danois de la frontière entre le Danemark et la Suède, tout en conservant les contrôles aux frontières du côté suédois. En réaction au contrôle suédois, le Danemark a également renforcé ses contrôles aux frontières allemandes.

## Géographie
Le Danemark possède une frontière terrestre et maritime avec :
- l'Allemagne : voir Frontière entre l'Allemagne et le Danemark ;
- le Canada : voir Frontière entre le Canada et le Danemark[1].

## Frontières entièrement maritimes
- la Pologne : voir Frontière entre le Danemark et la Pologne ;
- le Royaume-Uni : voir Frontière entre le Danemark et le Royaume-Uni.
- la Suède : voir Frontière entre le Danemark et la Suède ;
- la Norvège : voir Frontière entre le Danemark et la Norvège ;
- l'Islande : voir Frontière entre le Danemark et l'Islande.